# 가시다촌
가시다촌(樫田村)은 일본 교토부 미나미쿠와다군에 설치되었던 촌이다. 현재의 오사카부 다카쓰키시의 일부에 해당한다.